# Pterotragula leucoloma
Pterotragula leucoloma – gatunek chrząszcza z rodziny kózkowatych i podrodziny zgrzypikowych. Jedyny przedstawiciel rodzaju Pterotragula.

## Zasięg występowania
Gatunek ten występuje w płn. części Afryki Subsaharyjskiej, notowany w Mauretanii, Senegalu, Mali, Wybrzeżu Kości Słoniowej, Beninie, Kamerunie, i Sudanie.